# Partanna
Partanna település Olaszországban, Trapani megyében. Lakosainak száma 9838 fő (2023. január 1.). Partanna Montevago, Santa Ninfa, Castelvetrano és Salaparuta községekkel határos. A lakosság elsősorban a mezőgazdaságban, a festésen és az italiparban dolgozik.

## Fekvése
Trapanitól 82 km-rel délkeletre fekvő település. Szomszédos települések: Castelvetrano Montevago (AG), Salaparuta és Santa Ninfa.

## Történelem
Partanna eredete a görög időkre nyúlik vissza. A mai város a középkorban alakult ki a kastély körül. 1139-ben a terület a Grifeo család birtokává vált. Az 1968-as földrengés elpusztította a város nagy részét, majd ugyanazon a helyen építették újjá.

## Nevezetességek
- Chiesa Madre templom - 1589-1676 között épült háromhajós épület. Az 1968-as földrengésben részben megsemmisült, majd helyreállították.

- Madonna della Libera - a várostól északra található, 1975 és 1982 között épült. A templom magas harangtoronnyal épült, vasbetonból.

A Castello dei Grifeo - történelmi központja az arab-normann időszakban épült. A 14. és a 17. században nagyrészt újjáépítették. A kastély jó állapotban van.

## Galéria

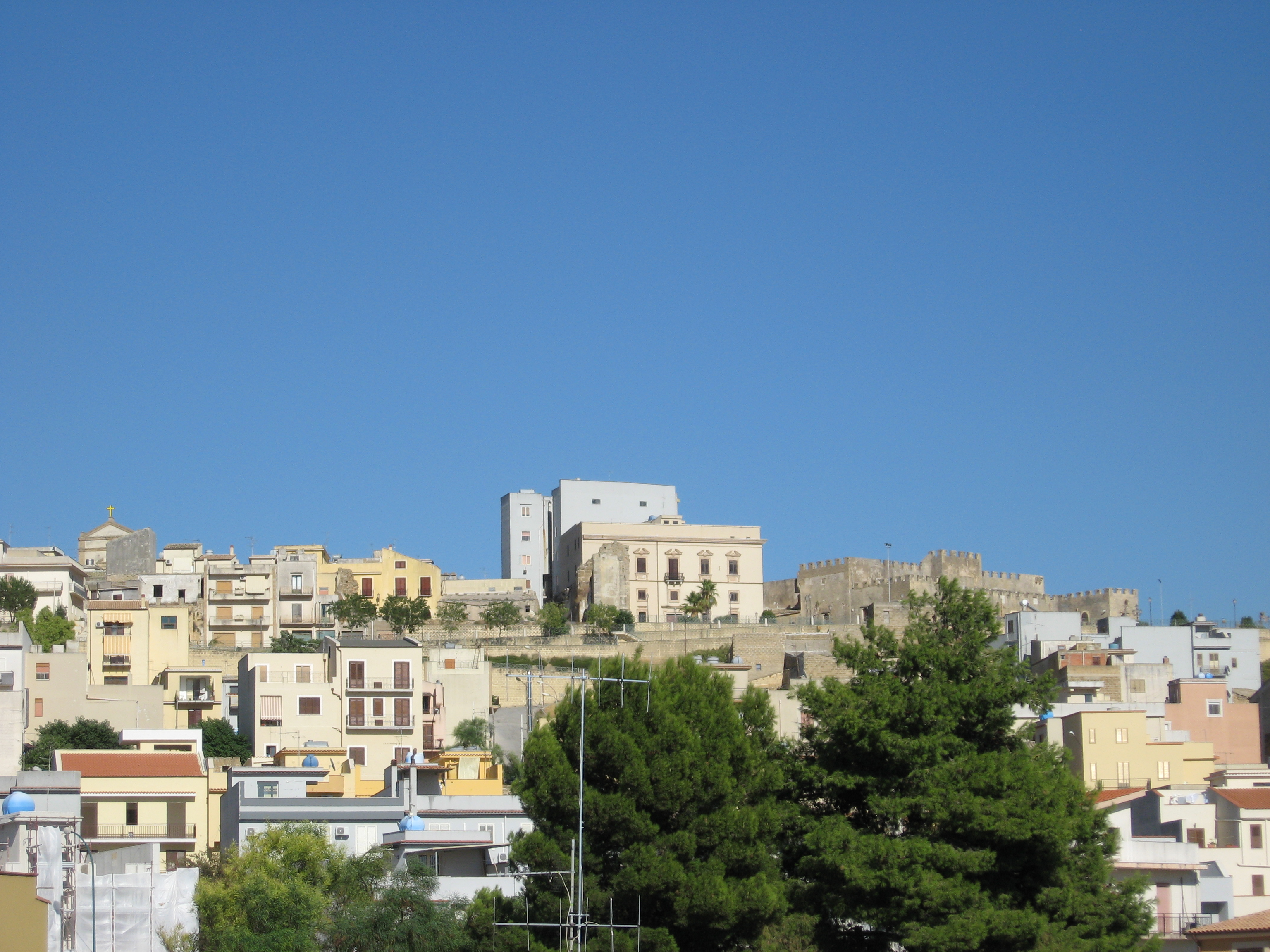
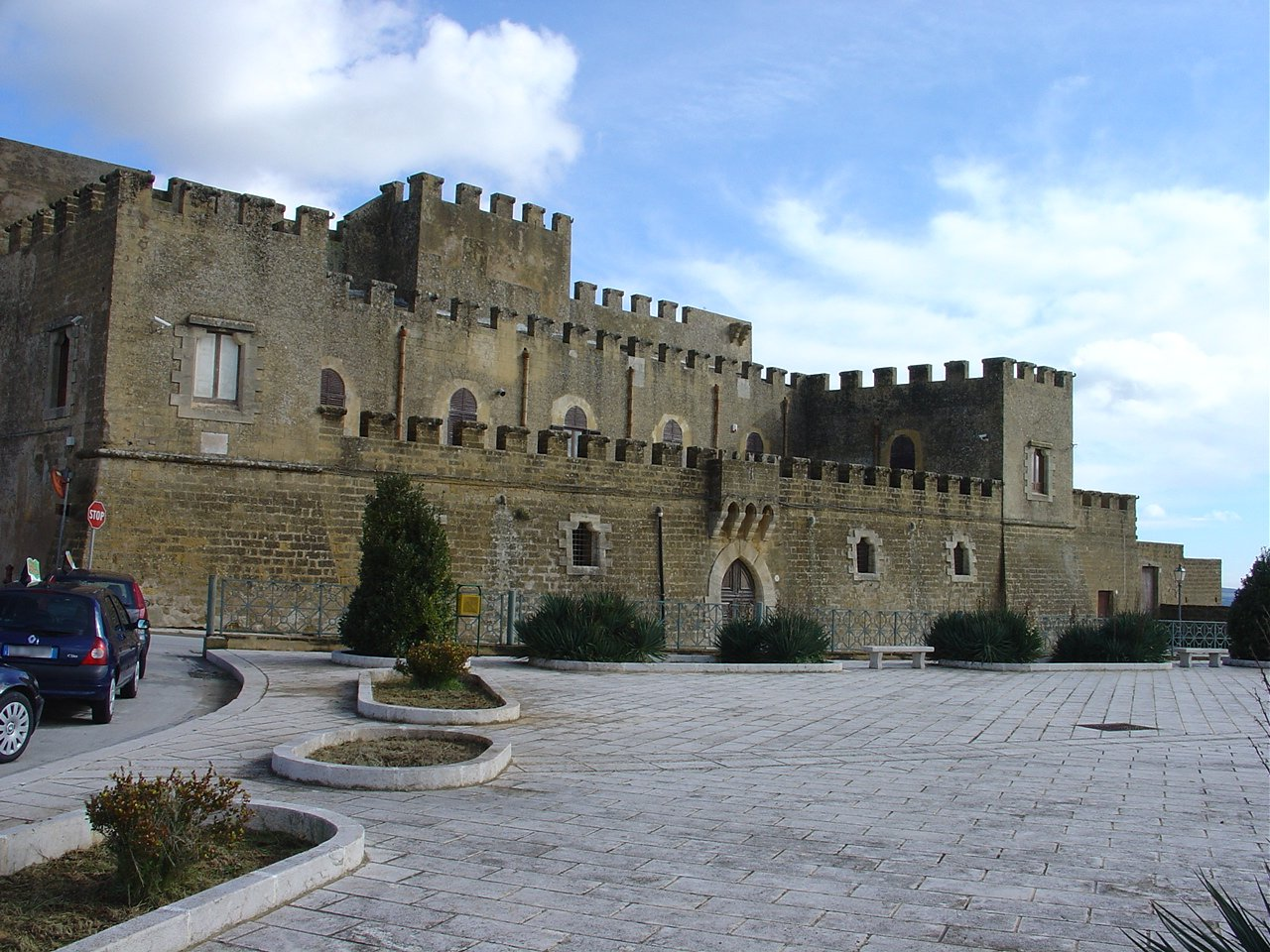
Castello dei Graffeo
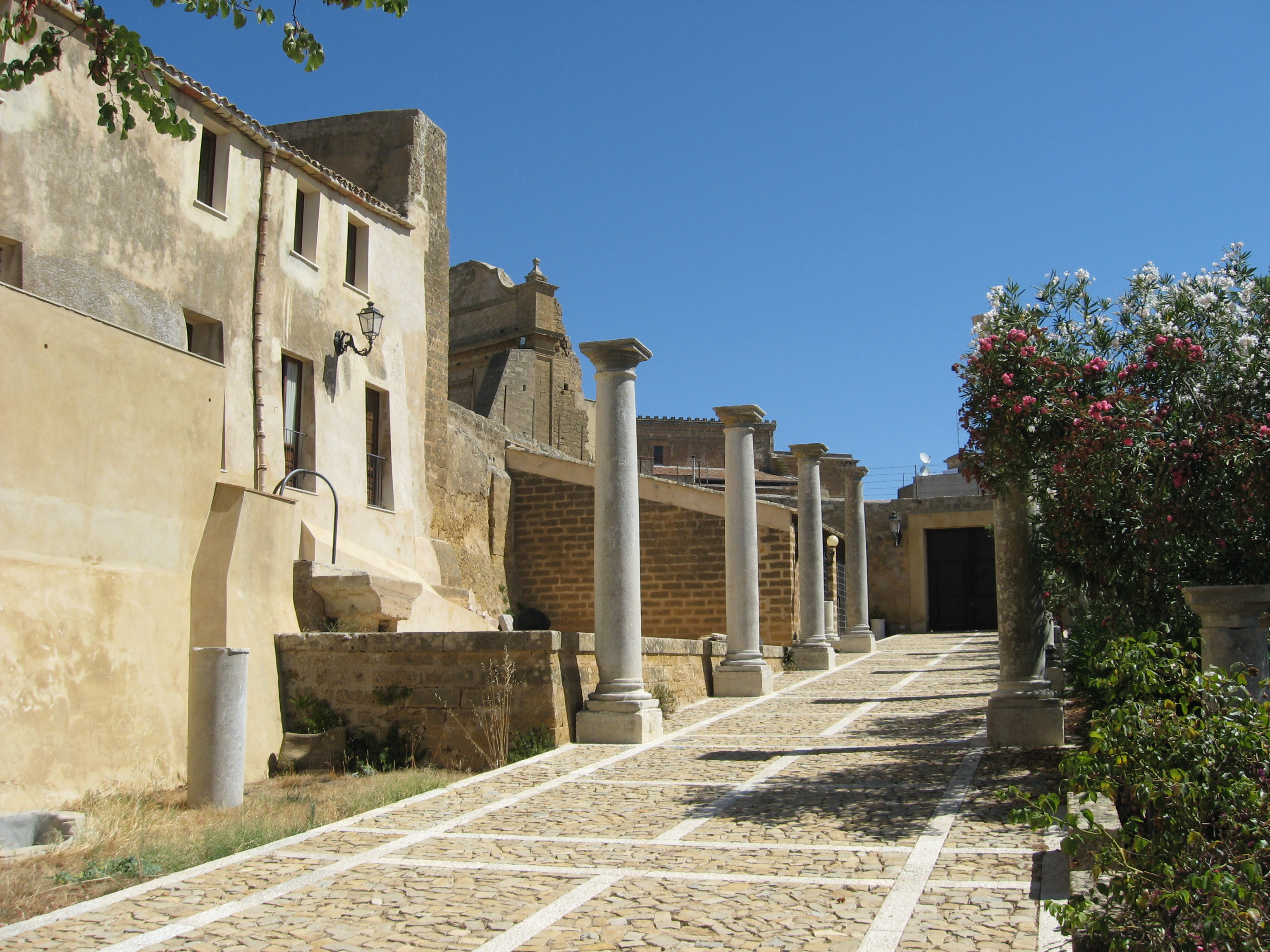
Grifeo Castle
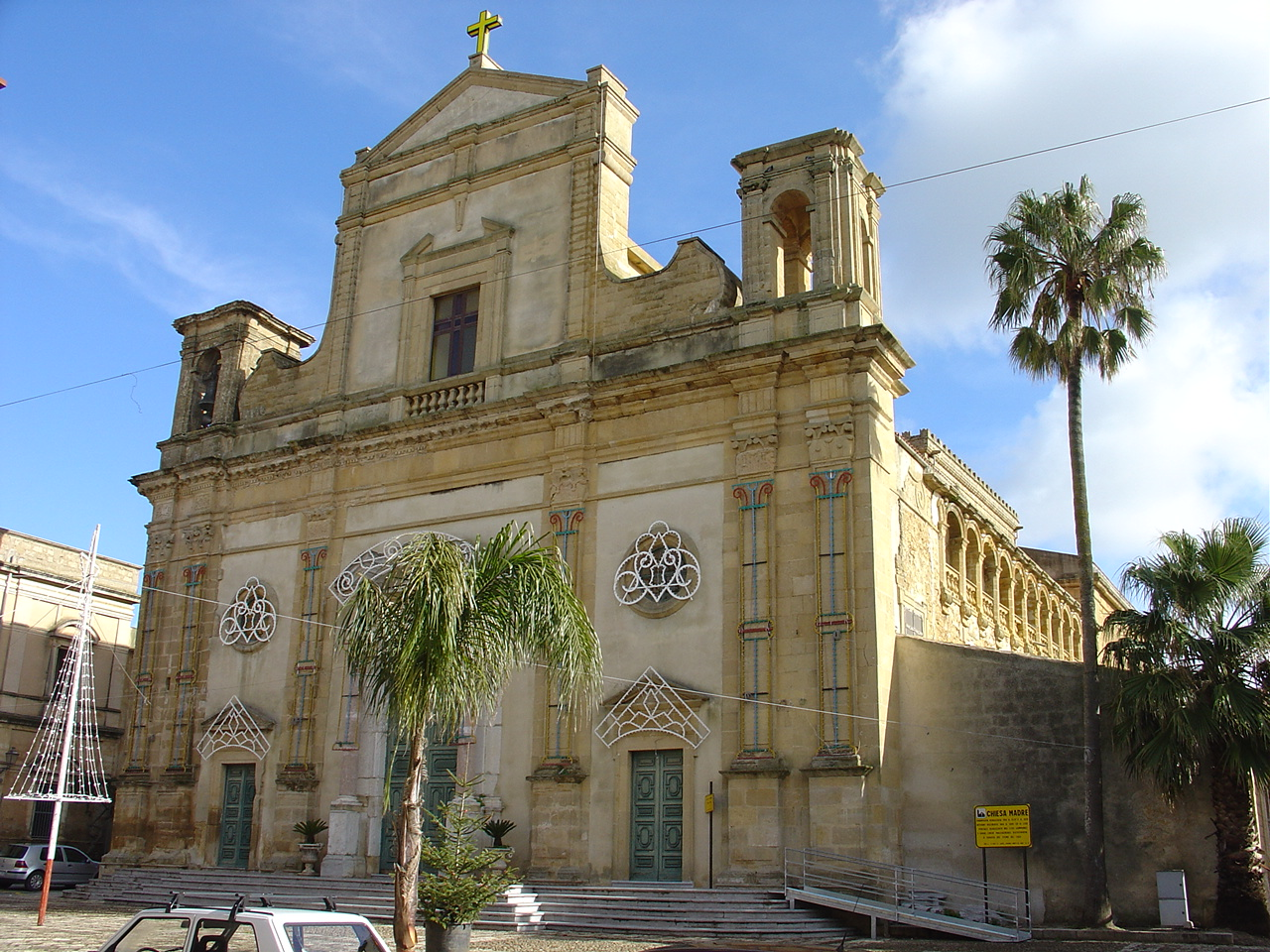
Chiesa Madre
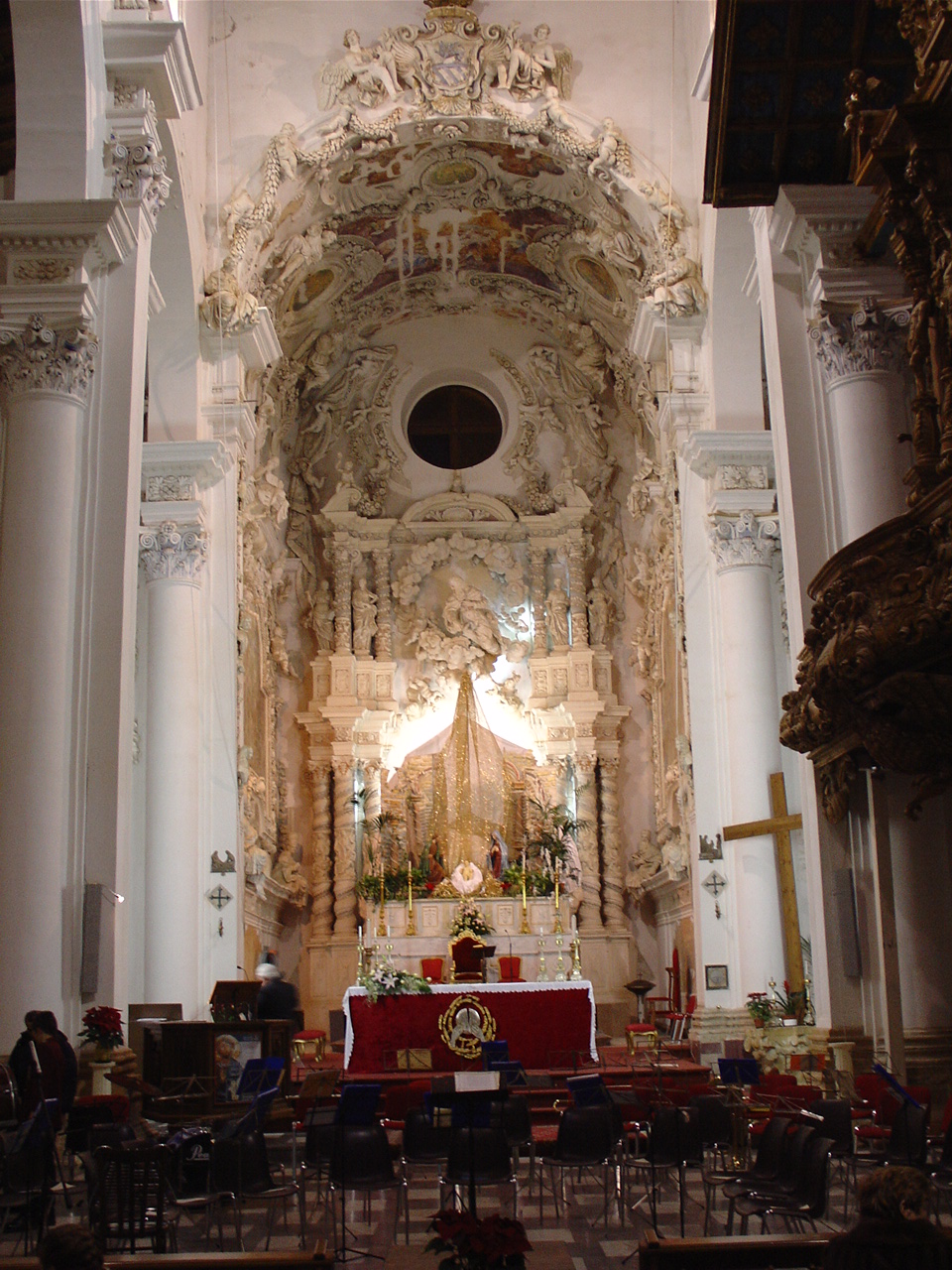
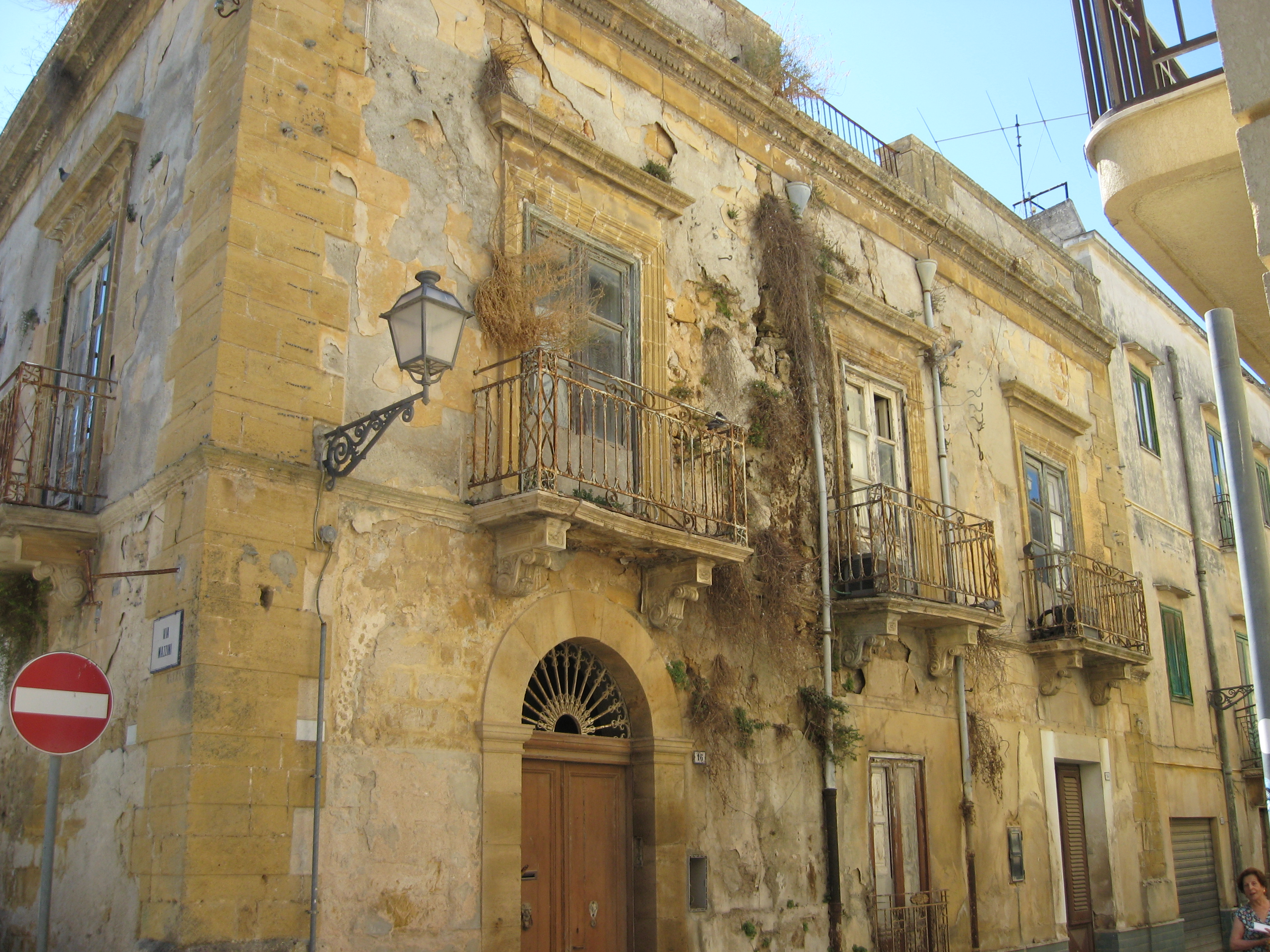
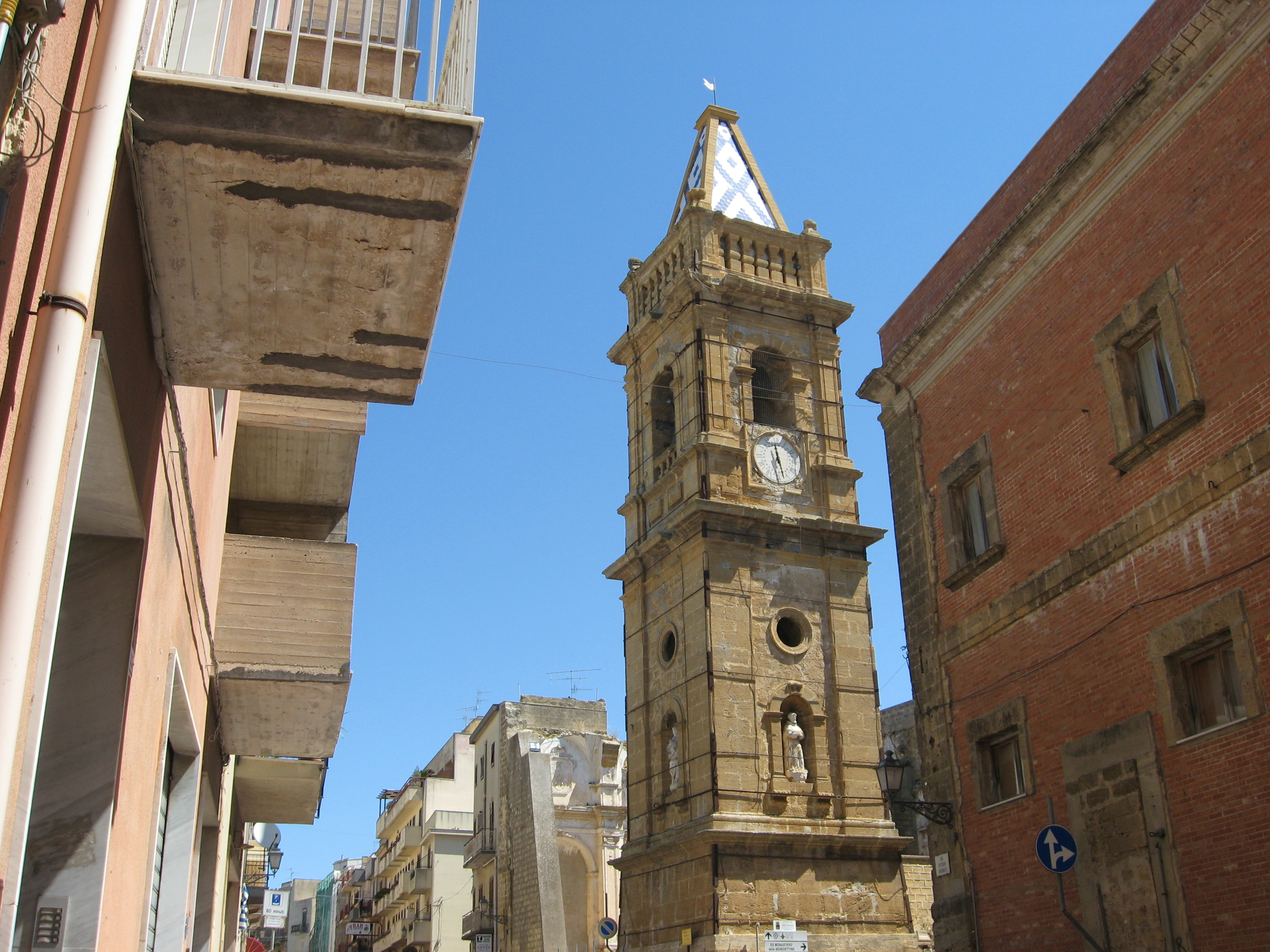
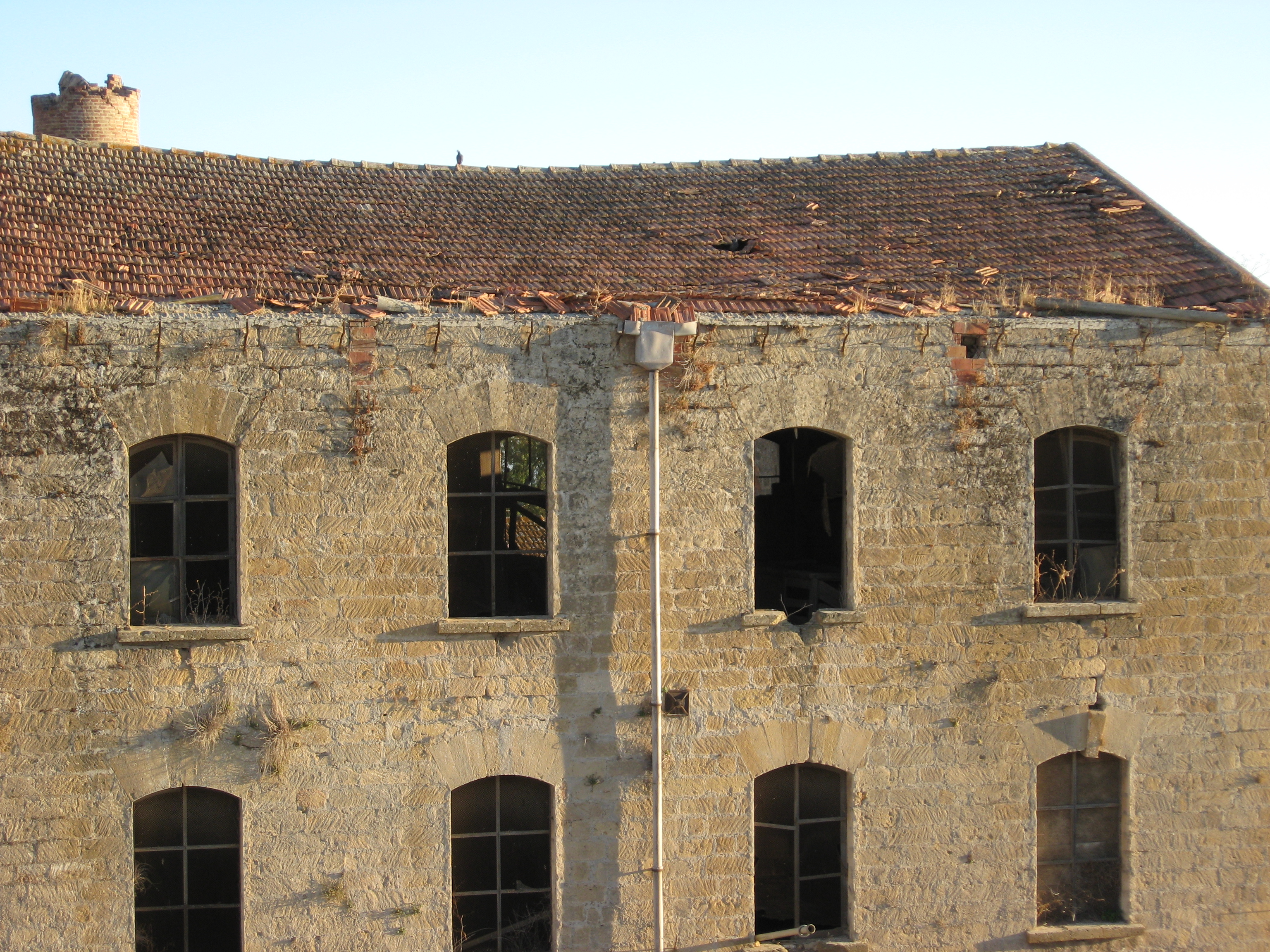
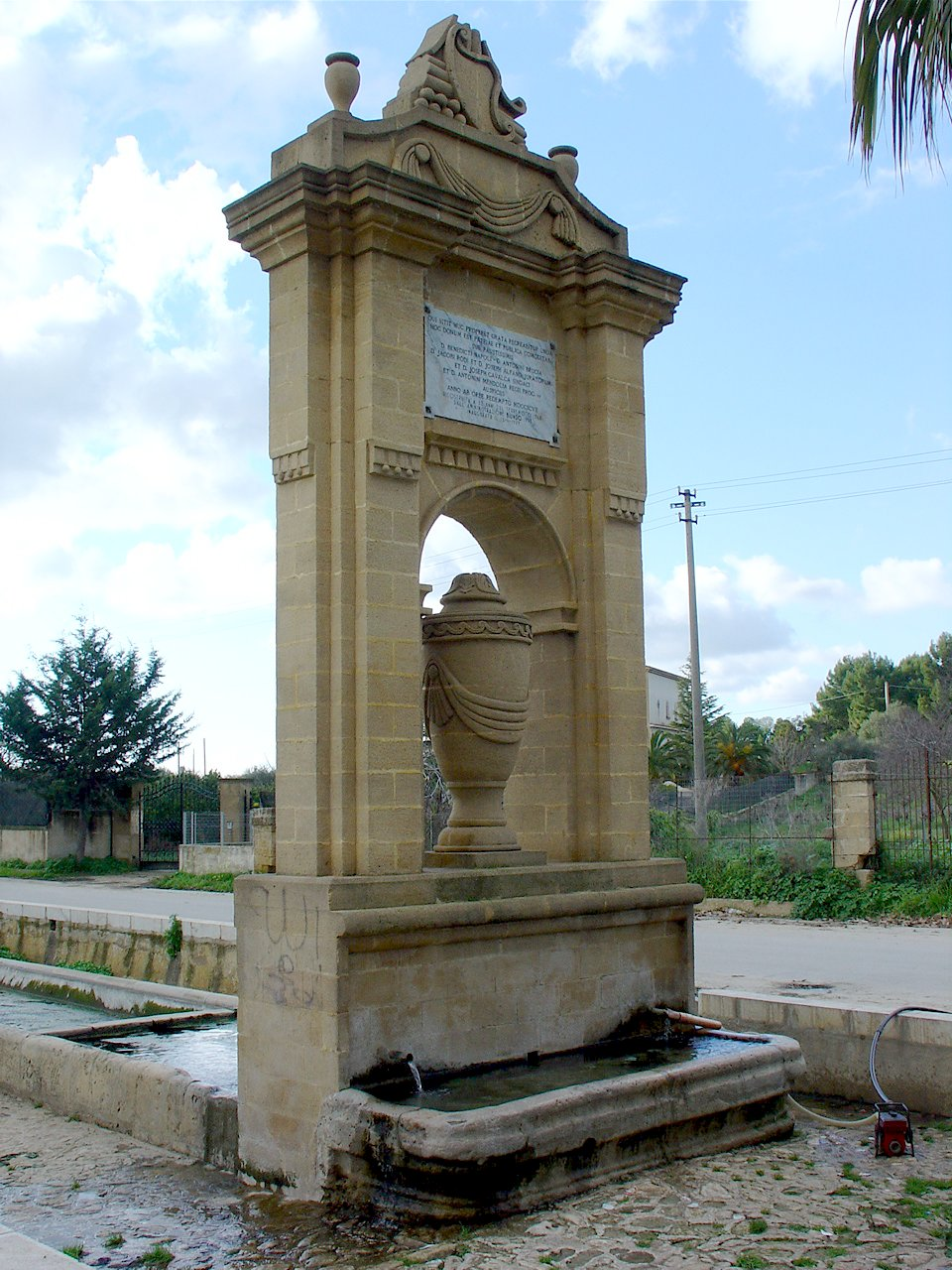
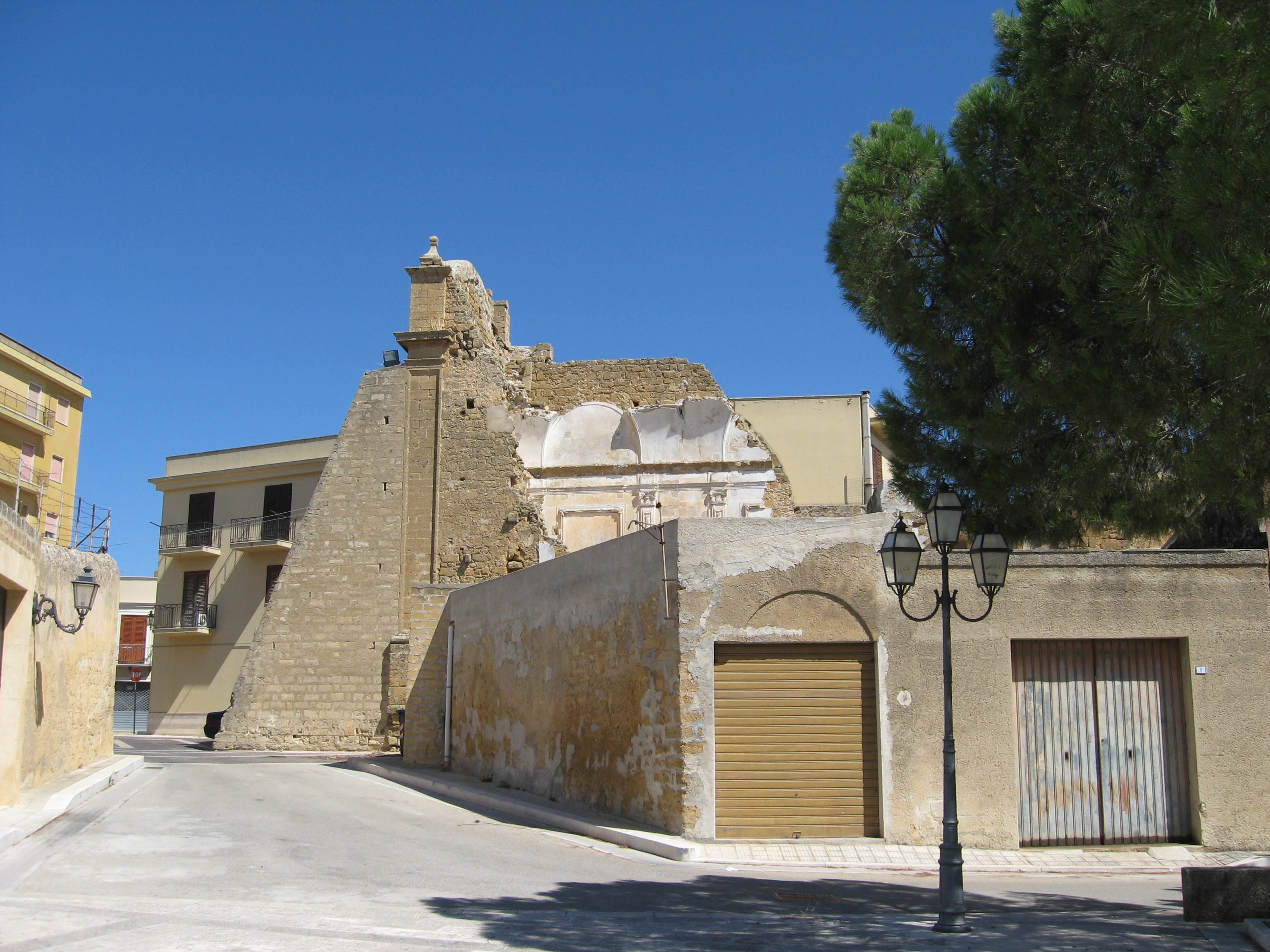
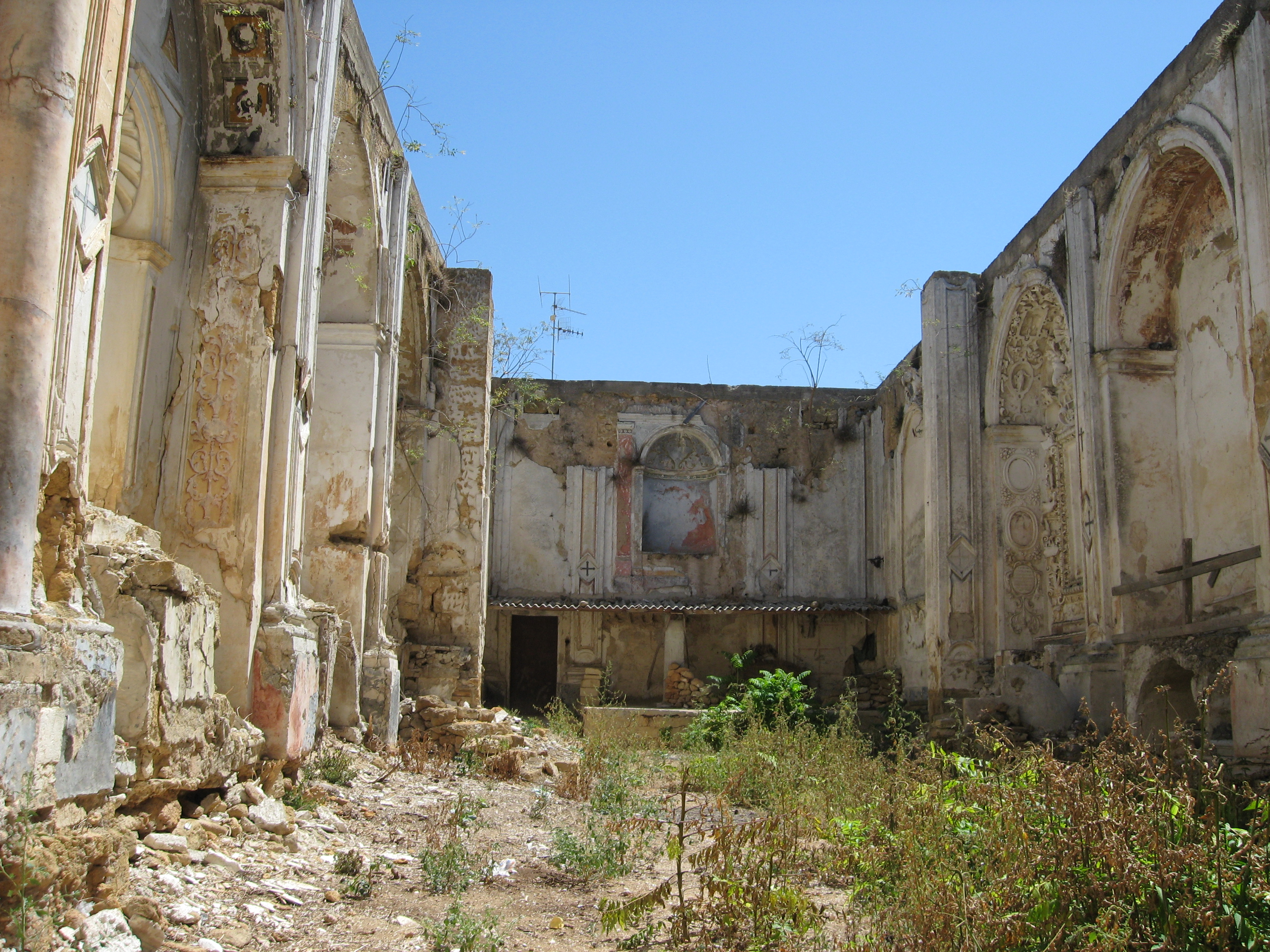

## Népesség
A település népességének változása:
| Lakosok száma | 10 478 | 10 422 | 9838 |
|               | 2017   | 2018   | 2023 |